# Chrysler Horizon
Der Chrysler Horizon, auch Chrysler Simca Horizon oder Simca Horizon, ab 1980 als Talbot Horizon bezeichnet, war ein Pkw mit Vollheck-Karosserie, der unter Anleitung des US-amerikanischen Konzerns Chrysler in Europa eingeführt und später vom französischen PSA-Konzern an mehreren Produktionsstandorten weitergebaut wurde. Dieser komplexe Hintergrund hatte zufolge, dass das Fahrzeug mit einer Anzahl unterschiedlicher Markenbezeichnungen und in unterschiedlichen Ausführungen gebaut wurde. Als Simca Horizon wurde er 1979 zum „Auto des Jahres“ in Westeuropa gewählt.

## Modellgeschichte

### Entwicklungsgeschichte
1967 erschien der Simca 1100 als einer der ersten Wagen der Kompaktklasse mit Vollheck, quer eingebautem Frontmotor, Frontantrieb und großer Heckklappe. Im Lauf der 1970er Jahre zogen fast alle anderen großen Hersteller nach und brachten ähnliche kompakte Familienwagen auf den Markt. Bis 1971 übernahm  Chrysler  den restlichen Anteil an Simca von Fiat. Nach zehn Jahren Bauzeit sollte der 1100 einen modernen Nachfolger mit dem Simca Poissy-Motor bekommen, der nicht nur in der EU, sondern auch auf anderen Märkten verkauft werden könnte. Das Entwicklungsvorhaben trug den Projektnamen „C2“ und begann 1975. Chrysler ließ seine europäischen Niederlassungen in Poissy, später auch in Ryton-on-Dunsmore das Modell in Zusammenarbeit mit dem Werk in Belvidere (Illinois) entwickeln. Chrysler versuchte, im Zuge aufkommender Umweltvorschriften (LA-Smog) seinen Flottenverbrauch abzusenken, ohne die überdimensionierten Straßenkreuzer aufgeben zu müssen. Das neue kompakte Auto sollte daher auch geeignet für den US-Markt sein. 

### Modellpolitik
Frühjahr 1978 führte der Hersteller das Modell in Europa als Chrysler Simca Horizon ein, teilweise wurde es auch nur als Simca Horizon bezeichnet. Er reihte sich seinerzeit in Europa in eine Reihe neu herausgebrachter Kompakt-Pkw wie Fiat Ritmo und Citroën Visa ein. In Nordamerika wurde er als Dodge Omni und Plymouth Horizon verkauft. Hier gab es auch noch diverse Ableger (zum Beispiel Dodge Charger, Plymouth TC-3/Turismo, Dodge Rampage).
Etwa zur Zeit des Serienstarts verkaufte Chrysler im Sommer 1978 sein Europa-Geschäft zum Preis von 1 US-Dollar an den PSA-Konzern. Verluste in den USA und höher Investitionsbedarf in Europa hatten den Konzern in wirtschaftliche Schwierigkeiten gebracht. PSA erwarb nicht nur alle europäischen Werke, sondern auch den Markennamen Talbot und markierte den Neuanfang dadurch, dass alle anderen Namen aufgegeben wurden. Der Horizon wurde weitergebaut und ab August 1979 als Talbot-Simca Horizon vermarktet, ehe sich die Bezeichnung Anfang 1980 in Talbot Horizon änderte. 
Die Hauptproduktionsstandorte in Europa waren Poissy/Frankreich und Ryton-on-Dunsmore/UK (Produktionsende bei beiden im Juni 1986). Neben diesen Standorten wurde der Horizon auch noch in Spanien (1979–1987) und in Finnland bei Saab-Valmet (von 1979 bis 1987; als Ersatz des Saab 96) als Saab-Valmet Horizon produziert. Die Produktion bei Chrysler in Nordamerika endete 1990.
Entgegen den ursprünglichen Planungen wurde die Produktion des Simca 1100 bis 1978 fortgesetzt, da man einerseits mit dem SUV-Vorläufer Matra-Simca Rancho und dem 1100 Citylaster ohnehin die Produktion teilweise aufrechterhalten hätte. Zudem galt es, ein Basismodell bieten zu können, da der Simca 1000 mittlerweile veraltet war und sich schlecht verkaufte. Daher erschien der 1100 im gleichen Jahr wie der Horizon in überarbeiteter Form und mit günstigerem Preis, während der Simca 1000 eingestellt wurde.
Da PSA 1984 entschied, die Talbot-Produktion zu Gunsten neuer Peugeot-Modelle einzustellen, wurde der noch von Talbot als Nachfolger für den Horizon entwickelte Prototyp Talbot Arizona im Oktober 1985 mit dem Namen Peugeot 309 auf den Markt gebracht. Die Produktion des Horizon wurde im Juni 1986 endgültig eingestellt. Die bereits produzierten Exemplare wurden noch bis Anfang 1987 abverkauft.

### Modellpflege
Im Juli 1982 bekam der Horizon ein Facelift und das Programm umfasste nun die Modelle LS (1118 cm³, 59 PS), GL (1294 cm³ 68 PS), GLS (1442 cm³ 69 PS), das Modell S (1442 cm³ 83 PS) und den SX (1442 cm³ 83 PS mit Automatikgetriebe). Einer Quelle zufolge wurden die Modelle GL und S bereits 1980 eingeführt. Diese zweite Serie unterschied sich durch einige optische Änderungen wie Frontspoiler, kleinere Heckscheibe sowie einen vergrößerten Kofferraum von der ersten Generation. Es wurde auch ein 1,9 Liter großer Dieselmotor eingeführt. Es gab von da an auch ein 5-Gang-Getriebe in einigen Modellen (darunter in der Version EX). 

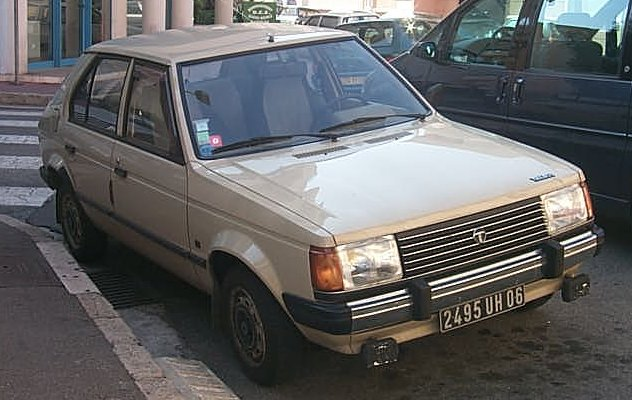
Talbot Horizon (1980–1982)
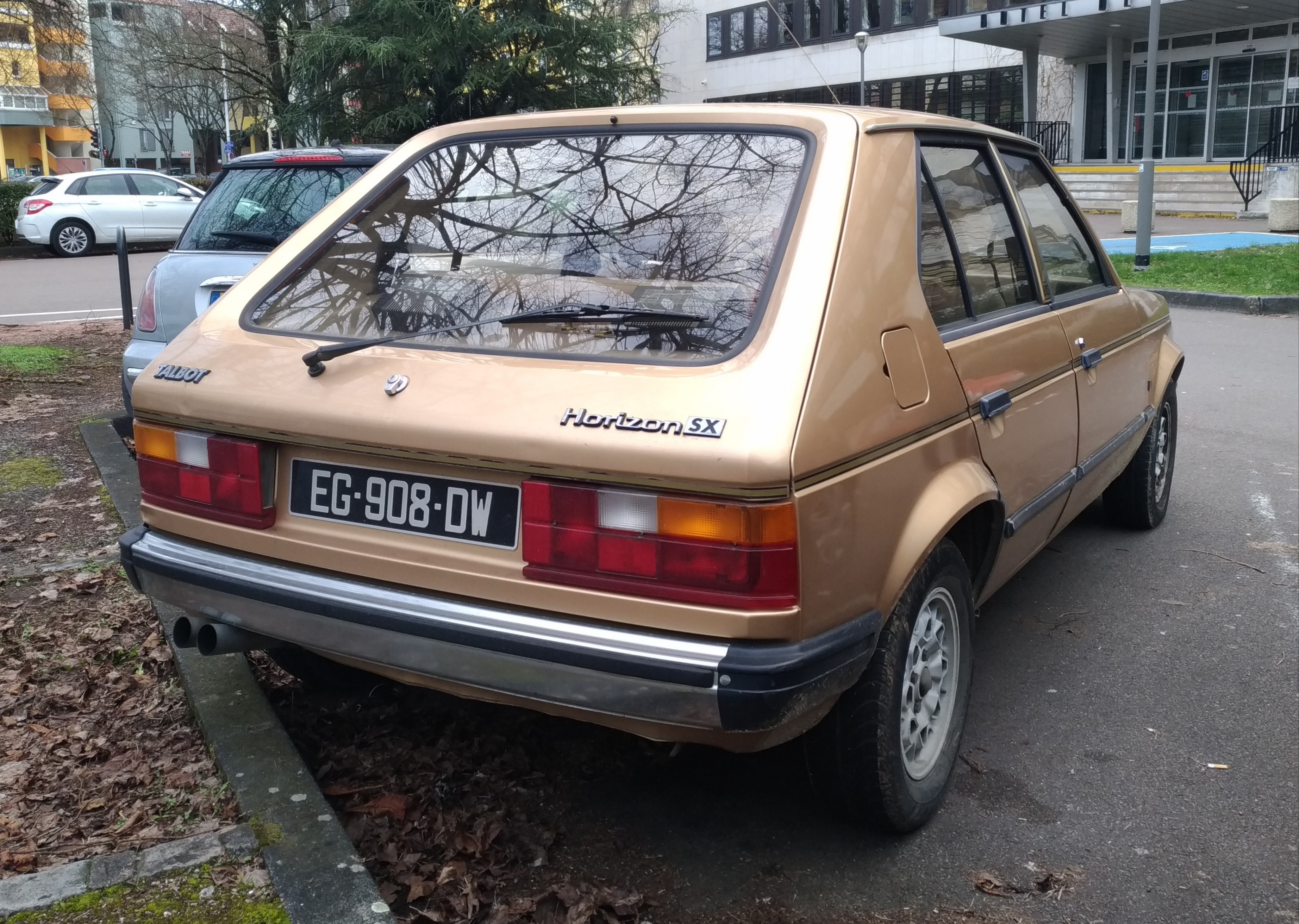
Heckansicht, 1982
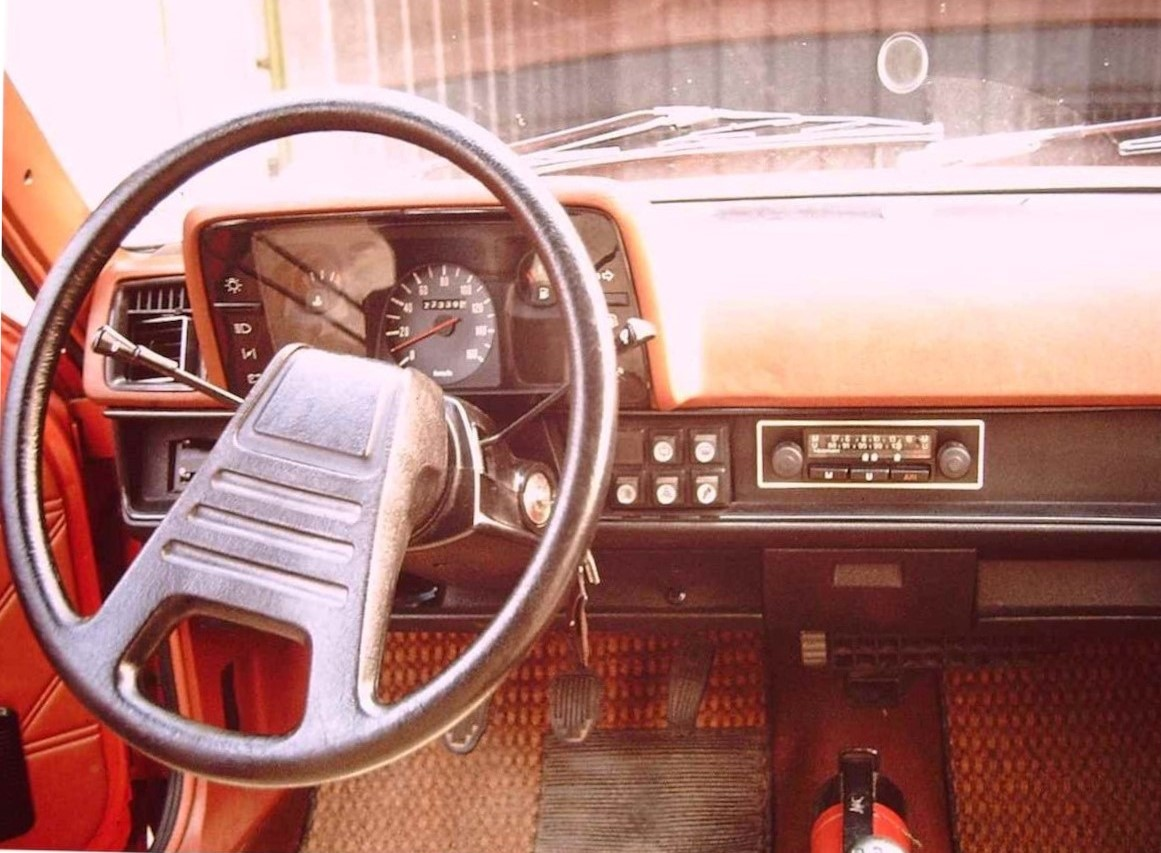
Armaturentafel des Modells LS

## Technik

### Karosserie
Die Entwicklung der Karosserie war maßgeblich von US-amerikanischen Sicherheitsstandards beeinflusst. Erkennbar ist dies unter anderem an zusätzlichen Versteifungen durch einteilige Seitenwände und eine eingeklebte Frontscheibe. Das Heck war so gebaut, dass es einerseits große Stabilität beim Überschlagen des Fahrzeugs und andererseits absorbierende Eigenschaften bei Auffahrunfällen hatte. Ein Zurückschieben der Vorderachsaufhängung bei Frontalaufprall sollte durch Anschläge am vorderen Teil der Dachposten verhindert werden. Technische Basis war der Simca 1100, der Radstand war identisch, jedoch war der Horizon breiter und bot einen größeren Innenraum als sein Vorgänger. Vom 1975 eingeführten Simca 1307/1308/Alpine (dem „Auto des Jahres 1976“) wurden einige Verbesserungen übernommen, wie z. B. die großen und typisch französischen (weichen) Sitze. Der Kofferraum hatte ein Volumen von 340 Litern bis zur Fensterunterkante. Nach Umklappen der Fondsitze standen maximal 1200 Liter zur Verfügung. Die Heckklappe hatte Gasdruckfedern und einen Scheibenwischer. Der Luftwiderstand hatte sich verglichen mit dem Simca 1100 auf einen Cw-Wert von 0,41 verbessert, war jedoch nicht so niedrig wie bei Fiat Ritmo und Citroen Visa. Die Verarbeitung und auch die Rostbeständigkeit der Karosserie (ein Problem vieler Fahrzeuge dieser Zeit) waren eher schlecht. Die Karosserie und das Äußere waren beim amerikanischen und europäischen Modell weitgehend identisch, marginale Unterschiede gab es an Front und Heck (Lampen, Stoßstangen).

### Fahrwerk
Obwohl als „Weltauto“ entwickelt, war die Technik der europäischen und amerikanischen Modelle unterschiedlich. In Europa wurden die Motoren und die Radaufhängungen vom Simca 1100 größtenteils übernommen: Vorne gab es Doppelquerlenker mit längs liegenden Drehstabfedern und Querstabilisator. Hinten wurden parallele Schwingen und ebenfalls ein Querstabilisator, aber anders als bei Simca 1100 Schraubenfedern eingebaut. Während das Fahrwerk gute Kritiken bekam, wurde die Zahnstangenlenkung mit dreiteiliger Sicherheitslenksäule wegen des großen Wendekreises kritisiert. In Nordamerika gab es abweichend davon vorne MacPherson-Federbeine und hinten eine Verbundlenkerachse. Mit diesem US-Fahrwerk musste der Wagen größere Kritik einstecken, das Eigenlenkverhalten und die mangelhaften Rückstellkräfte seien für durchschnittliche Fahrzeugführer überfordernd. Die Zweikreisbremse (TT-Aufteilung) war mit Scheibenbremsen von und Trommeln mit lastabhängiger Bremskraftbegrenzung hinten ausgeführt.

### Antrieb
Die Motorenpalette bestand in Europa zunächst aus den bereits aus dem 1100er bekannten Simca Poissy-Motoren:
- Ausführung LS: Motor mit 1118-cm³ und 40 KW (55 PS) bei 5600/min und 88 Nm bei 3000/min
- Ausführung GL: Motor mit 1294-cm³ und 43 KW (59 PS) bei 5500/min und 101 Nm bei 2800/min
- Ausführung GLS: Motor mit 1442-cm³ und 51 KW (69 PS) bei 5200/min und 117 Nm bei 3000/min
- Ausführung SX: Motor mit 1442-cm³ und 61 KW (83 PS) bei 5600/min und 123 Nm bei 3000/min

Der Motor war vor der Vorderachse um 41° nach hinten geneigt eingebaut und wurde durch eine Transistorzündung, einen Elektrolüfter und eine selbstnachstellende Kupplung modernisiert. Das 4-Gang-Getriebe stammte ebenfalls vom Simca 1100. In den USA wurde zunächst ein auf 1,7 Liter vergrößerter VW-Motor auf Basis des 1,5-L-Golf-Motors verwendet und mit einem Doppelvergaser kombiniert. Später wurden Peugeot-Motoren verwendet. Neben dem 4-Gang-Schaltgetriebe von VW war in den USA auch eine Automatik von Chrysler im Angebot. 

### Ausstattung

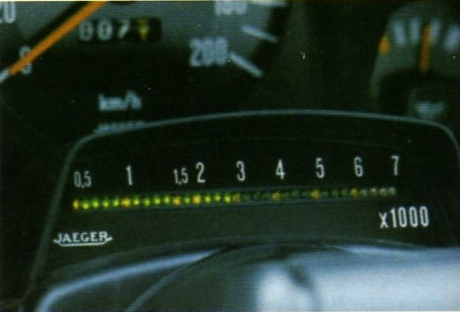
LED-Drehzahlmesser der zweiten Serie beziehungsweise dem Modell S

Die Grundausstattung war überdurchschnittlich und bot unter anderem Kopfstützen an den Vordersitzen, Automatik-Sicherheitsgurte, H4-Scheinwerfer, eine heizbare Heckscheibe und Kontrollleuchten für Startvergaser-Betrieb und vorderen Bremsbelagverschleiß. In der SX-Ausstattung kam ein sogenannter Trip-Computer hinzu, was ihm den Titel „Auto des Jahres 1979“ einbrachte. Dieser Computer lieferte auf Knopfdruck digitale Informationen über Uhrzeit, Differenzzeit zum Start, zurückgelegte Wegstrecke, Krafststoff-Momentanverbrauch, Durchschnittsverbrauch und Durchschnittsgeschwindigkeit. Der dazugehörige Mikroprozessor war eine US-Entwicklung. Außerdem verfügte der SX bereits über einen Tempomat. 
Im Modell GL errechnete ein sogenanntes „Econoscope“ aus dem Unterdruck im Ansaugkrümmer und der Fahrgeschwindigkeit die Wirtschaftlichkeit des momentanen Betriebszustands des Motors. Leuchtdioden, die in der Skale des Rundtachometers angeordnet waren, signalisierten dem Fahrer entsprechend, ob gerade ein überhöhter oder aber vorteilhafter Kraftstoffverbrauch bestand. Das sportlichere Modell S wurde allerdings ohne Econoscope ausgestattet, es erhielt stattdessen einen linearen elektronischen Drehzahlmesser mit Leuchtdioden.